# Orde van de Eer (Griekenland)
De Orde van de Eer (Grieks: Τάγμα Αριστείας της Τιμής, Tágma Aristeías tis Timís) is een Griekse Ridderorde en werd in 1975, een jaar na de val van de monarchie ingesteld om de Koninklijke Orde van George I te vervangen.
De Orde wordt verleend aan Grieken die zich op het slagveld of het gebied van bestuur, kunst, economie, scheepvaart,wetenschap of literatuur hebben onderscheiden. Ook Grieken die in andere landen wonen en daar "het prestige van Griekenland hebben vergroot" en buitenlanders worden in deze Orde opgenomen.
De totstandkoming van de orde was moeizaam. Het kolonelsregime van Papadopoulos heeft de Koninklijke Orde van George I en de Koninklijke Orde voor Goede Daden afgeschaft toen zij Koning Constantijn II in juni 1973 hadden afgezet. De koning der Hellenen wilde niet meewerken met hun dictatuur. Van een vervangende orde van Verdienste kwam, afgezien van een besluit om de orde in te stellen, niets. Na de val van de kolonels bleef Griekenland een republiek.
De Wet van 7 augustus 1975, "op de Orden van Excellentie", stelde vast dat ook het nieuwe republikeinse Griekenland ridderorden zou kennen. De Orde van de Verlosser werd de hoogste Griekse onderscheiding gevolgd door een nog in te stellen en vorm te geven "Orde van Eer" of "Orde van Verdienste".
Een uitgeschreven prijsvraag werd door Konstantinos Kontopanos gewonnen. Hij had een anders vormgegeven hoofd van Athene in het medaillon geplaatst en tussen de armen was het monogram "ΕΔ" te zien dat voor "ΕΛΛΗΝΙΚΗ ΔΗΜΟΚΡΑΤΙΑ" staat. De ring was leeggelaten. Op de keerzijde stond ΕΛΛΗΝΙΚΗ ΔΗΜΟΚΡΑΤΙΑ op de ring. De kruisen droegen een lauwerkrans als verhoging. De voorgestelde ster was een vierpuntige zilveren plaque met daarop het medaillon met de kop van Athena.
De eerste uitwerkingen van het ontwerp van Konstantinos Kontopanos vielen de Griekse regering zo tegen dat men de gerenommeerde Franse fabrikant van onderscheidingen Arthus Bertrand een proefstuk zonder het monogram ΕΔ en zonder email liet vervaardigen. De Fransen kwamen met een zilveren achtpuntige ster met daarop het kruis van de orde.
In mei 1977 werd de opdracht voor een eerste serie versierselen volgens dit gewijzigde ontwerp aan de Franse firma gegund. De Fransen leverden in 1978 nog eenmaal een voorraad versierselen.
De in 1980 in Griekenland bestelde exemplaren van de Orde van de Eere waren van een zo slechte kwaliteit email dat men ze niet aan vreemdelingen zoals diplomaten en ministers van bevriende landen durfde uitreiken. Daarvoor worden sinds oktober 1984 kruisen en sterren bij Huguenin Medailleurs in Zwitserland besteld. Griekse militairen ontvangen goedkopere, in Griekenland zelf vervaardigde kruisen met een inferieure email op de armen van het kruis. De kleur zweemt naar paars.

## Graden
De Orde van de Eer kent vijf graden.
Graden en versierselen van de Orde:
- Grootkruis: de grootkruisen dragen het kruis van de Orde aan een grootlint en de ster van de Orde.
- Grootcommandeur: zij dragen een iets groter kruis van de Orde aan een lint om de hals en een kleinere ster van de Orde.
- Commandeur: zij dragen een iets kleiner kruis van de Orde aan een lint om de hals.
- Gouden Kruis: dit kleine gouden kruis wordt op de linkerborst gedragen aan een lint dat twee vingers breed is op de linkerborst
- Zilveren Kruis: dit kleine zilveren kruis wordt op de linkerborst gedragen aan een lint dat twee vingers breed is.

Het kruis van de Orde is blauw geëmailleerd en heeft in het centrum een medaillon met het hoofd van de godin Pallas Athene en de tekst "Ο ΑΓΑΘΟΣ ΜΟΝΟΣ ΤΙΜΗΤΕΟΣ" (Grieks voor "Alleen de rechtvaardigen worden geëerd") op een witte ring. De ster is van zilver en draagt het medaillon van de Orde. Het lint van deze ridderorde is blauw met twee oranje strepen.
Op de keerzijde is het wapen van Griekenland afgebeeld binnen een witte ring met de tekst ΕΛΛΗΝΙΚΗ ΔΗΜΟΚΡΑΤΙΑ ("Heleense Republiek") en het jaartal 1975). De zilveren en gouden kruisen hebben een diameter van 37 millimeter en de hogere kruisen een diameter van 57 millimeter. In oorlogstijd kan de orde "met de Zwaarden" worden verleend. Dat is nog niet voorgekomen.
De kleine zilveren ster is 8 centimeter breed en hoog.
De ster van de Grootkruisen meet 9 centimeter.
Het lint van de lagere klassen is 35 millimeter breed. Het grootlint is zoals gebruikelijk10 centimeter of "vijf vingers" breed.
Zoek naar andere ridderorden met deze naam op "Orde van de Eer".
| Batons     | Batons        | Batons     | Batons       | Batons         |
| ---------- | ------------- | ---------- | ------------ | -------------- |
| Grootkruis | Grootofficier | Commandeur | Gouden Kruis | Zilveren Kruis |